# Azijska platana
Azijska platana (istočnjačka platana, istočna platana; lat. Platanus orientalis), dugovječno drvo iz roda vodoklena rašireno po jugoistočnoj Europi i jugozapadnoj Aziji.
Najpoznatiji primjerak ove vrste je Hipokratovo stablo na otoku Kos. Ovo ime dobilo je po legendi da je Hipokrat, otac medicine, podučavao svoje sljedbenike ispod ovog stabla
. Iako se stablo osušilo, Grci vjeruju da na istom mjestu raste stablo nastalo od njega. Danas se smatra najvećim stablom u Europi

## Opis
Kao i druge platane, njezino lišće položeno je naizmjenično na stabljici, duboko je lobato, i palmasto ili nalik javoru. Obično ima lepršavu koru, povremeno ne ljušti i postaje gusta i hrapava. Cvjetovi i plodovi su okrugli, u grozdovima između 2 i 6 na stabljici. Postoje značajne varijacije među drvećem u divljini, što može biti posljedica križanja sa zasađenim londonskim platanama (Platanus × acerifolia), hibridom P. orientalis s Platanus occidentalis.

## Sinonimi
- Platanus algeriensis K.Koch
- Platanus cretica Dode
- Platanus insularis Kotschy ex Koehne
- Platanus laciniata K.Koch
- Platanus macrophylla Cree ex W.H.Baxter
- Platanus nana K.Koch
- Platanus orientalior Dode
- Platanus orientalis var. elongata Aiton
- Platanus orientalis var. undulata Aiton
- Platanus palmata Moench
- Platanus pyramidalis Bolle ex Koehne
- Platanus reuteri K.Koch
- Platanus umbraculifera K.Koch
- Platanus undulata Steud.
- Platanus vitifolia Spach ex Dippel